# Přísavka (technika)

Přísavka je k předmětu přitlačována okolním tlakem vzduchu, kde dochází k častějším srážkám molekul vzduchu s přísavkou než v prostoru pod přísavkou.

Přísavka využívá podtlak plynů nebo kapalin pro přilnutí k neporézním povrchům. Tlak vzduchu na vnější straně přísavky je větší než pod přísavkou, čímž je přísavka přitlačována k pracovní ploše. Starodávné přísavky byly používány již ve třetím století našeho letopočtu. První moderní verze přísavek byly ale patentovány až roku 1866 a 1868 ve Spojených státech.

## Pasivní přísavka bez ovládání
Jedná se nejjednodušší typ přísavky. Vzduch je z prostoru pod přísavkou vytlačen prostým přitlačením přísavky k povrchu. Doba, po kterou je přísavka přitlačována, je úměrná pórovitosti a rovinnosti použitého podkladu. Nevýhodou této přísavky je možnost jejího odtržení od povrchu pouze větší silou, proto se tento princip používá pouze pro malé přísavky o průměru v řádu jednotek až desítek milimetrů.
Pasivní přísavky bez ovládání se využívají převážně v akvaristice a pro zavěšování drobných předmětů.

## Pasivní přísavka sovládáním
U přísavek s ovládáním se nejdříve přísavka přiloží k povrchu a následně se pomocí ovládací páky provede její přisátí odtažením středu přísavky od pracovního povrchu. Důsledkem tohoto principu je možnost dosažení větší přídržné síly. Doba přítlaku je ale stále úměrná pórovitosti a rovinnosti použitého podkladu. Důležitou výhodou tohoto řešení je možnost přísavku z povrchu snadno odstranit pouhým uvolněním ovládací páky. Princip se využívá u přísavek s průměry řádově desítky a stovky milimetrů.
Typickým použitím ovládané přísavky je například přichycení GPS navigace k čelnímu sklu v autě, manipulace s tabulemi skla ve sklenářství, nebo uchycení různých kuchyňských pomocníků.

## Aktivní přísavka
Aktivní přísavka primárně neslouží k vytváření vakua, ale vakuum je do přísavky přiváděno z externího zdroje. Typicky používaným zdrojem vakua pro tento účel jsou ejektory, nebo v omezenější míře také vývěvy. Výhodou tohoto řešení je použitelnost i pro povrchy s menší rovinností, nebo větší porézností. Veškerý přisávaný vzduch je průběžně z prostoru pod přísavkou odsáván, takže doba přichycení je zde prakticky limitována pouze činností zdroje vakua. Současně se také jedná o ovládaný typ přísavky, neboť uvolnění od povrchu lze snadno provést odpojením zdroje vakua a volitelně i aktivním odfouknutím přetlakem vzduchu.
Tento druh přísavky se typicky používá v průmyslu jako úchopný efektor robotů, ale i jako součást ostatních výrobních strojů.